# Ano (Glee)
Ano (v anglickém originále I Do) je čtrnáctá epizoda čtvrté série amerického hudebního televizního seriálu Glee a v celkovém pořadí osmdesátá epizoda tohoto seriálu. Napsali a režírovali ji tvůrci seriálu, Ian Brennan a Brad Falchuk a poprvé se vysílala ve Spojených státech dne 14. února 2013 na televizním kanálu Fox. Epizoda obsahuje události kolem dlouho očekávané svatby Willa Schuestera a Emmy Pillsbury.

## Příběh

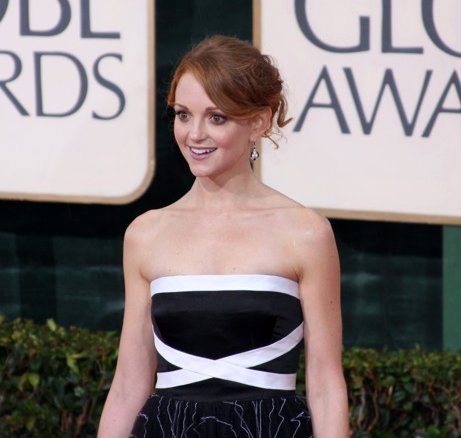
V této epizodě Emma Pillsbury (Jayma Mays) uteče ze své vlastní svatby

Rachel Berry (Lea Michele), Kurt Hummel (Chris Colfer), Santana Lopez (Naya Rivera), Quinn Fabray (Dianna Agron), Mercedes Jones (Amber Riley) a Mike Chang (Harry Shum mladší) se vrací do Limy na svatbu Willa Schuestera (Matthew Morrison) a Emmy Pillsbury (Jayma Mays), která se koná přesně na Den sv. Valentýna. Emma je ohledně svatby neuvěřitelně nervózní a Finn Hudson (Cory Monteith) si myslí, že je to proto, že jí políbil. Mezitím se Ryder Lynn (Blake Jenner) rozhodne pomoci Jakovi Puckermanovi (Jacob Artist), který chce dát své přítelkyni Marley Rose (Melissa Benoist) úžasný valentýnský dárek, i když i sám Ryder je do Marley zamilovaný. Na Ryderovu radu, Jake vyznává Marley lásku s její oblíbenou písní "You're All I Need to Get By".
Na svatbě je Artie Abrams (Kevin McHale) spárován s Emminou neteří Betty Pillsbury (Ali Stroker), která ho odmítá. Sama Emma prochází těžkými chvílemi se svou nervozitou, není schopná jít k oltáři a ze svatby utíká. Sue Sylvester (Jane Lynch) oznámí Emmin odchod a Will odchází, aby jí našel, ale souhlasí, že se bude konat svatební hostina, protože je již zaplacená. Zde Kurt a Blaine Anderson (Darren Criss) zpívají píseň "Just Can't Get Enough" a rozhodnou se krátce oživit svůj vztah, což způsobí, že Tina Cohen-Chang (Jenna Ushkowitz) žárlí a omylem odhalí Kurtovi, že je do Blaina zamilovaná.
Ryder pokračuje v zprostředkování Jakovi dárků pro Marley, ale je znepokojen, když mu Jake poděkuje za dárky a řekne, že teď už se s ním Marley určitě vyspí. Sue se rozhodne házet svatební kytici a tu chytí Rachel. Poté Finn konfrontuje Rachel a řekne jí, že i když žije s Brodym Westonem (Dean Geyer), tak jsou oni pro sebe navzájem stvoření. Zpívají "We've Got Tonite" a později Finn a Rachel, Kurt a Blaine, Santana a Quinn a naposledy Artie a Betty mají sex, ale Marley se rozhodne, že do toho s Jakem nepůjde. Rachel se vypaří z hotelového pokoje a vrací se do New Yorku, kde se vítá s Brodym. Oba dva si lžou ohledně toho, jak strávili Valentýna.
Následující den si Marley jde promluvit s Ryderem, protože ví, že Jakovi pomáhal a Ryder jí políbí. Betty se rozhodne dát Artiemu druhou šanci a začínají spolu chodit. Tina se omlouvá Blainovi za své činy a ten jí slíbí, že jí pomůže najít přítele. Finn přesvědčuje Willa, aby to s Emmou nevzdal a zorganizuje vystoupení v sále s písní "Anything Could Happen", během kterého začínají Jake a Ryder bojovat o Marley. Mezitím se v New Yorku Rachel rozhodne udělat si pro jistotu těhotenský test a šokovaná zjistí, že je pozitivní.

## Seznam písní
- "You're All I Need to Get By"
- "Getting Married Today"
- "Just Can't Get Enough"
- "We've Got Tonite"
- "Anything Could Happen"

## Obsazení
| Chris Colfer      | Kurt Hummel           |
| Darren Criss      | Blaine Anderson       |
| Jane Lynch        | Sue Sylvester         |
| Kevin McHale      | Artie Abrams          |
| Lea Michele       | Rachel Berry          |
| Cory Monteith     | Finn Hudson           |
| Heather Morris    | Brittany Pierce       |
| Matthew Morrison  | William Schuester     |
| Chord Overstreet  | Sam Evans             |
| Amber Riley       | Mercedes Jones        |
| Naya Rivera       | Santana Lopez         |
| Mark Salling      | Noah „Puck“ Puckerman |
| Harry Shum mladší | Mike Chang            |
| Jenna Ushkowitz   | Tina Cohen-Chang      |